# Drosophila mecocnemia
Drosophila mecocnemia är en tvåvingeart som beskrevs av Elmo Hardy 1965. Drosophila mecocnemia ingår i släktet Drosophila och familjen daggflugor.
Artens utbredningsområde är Hawaii.